# エスタディオ・ナシオナル・デ・チリ
エスタディオ・ナシオナル・デ・チリ（Estadio Nacional de Chile）は、チリの首都サンティアゴ・デ・チレにある多目的スタジアムである。

## 概要
チリの首都サンティアゴに所在するナショナルスタジアム(en)で、収容人員は49,000人である。スタジアムの周辺にはテニス場や野球場、水泳場、自転車競技場、球技場がある。サンティアゴのサッカークラブ、クルブ・ウニベルシダ・デ・チレの本拠地でもある。正式名称はエスタディオ・ナシオナル・フリオ・マルティネス・パラダノス（Estadio Nacional Julio Martínez Prádanos）。

## 歴史
こけら落しは1938年12月で、1962年のFIFAワールドカップ チリ大会の決勝が行われた。ブラジルが史上2カ国目の2連覇を達成した舞台でもあった。
2009年、チリのミシェル・バチェレ大統領が同スタジアムの改修をすると発表した。
2014年開催予定の南アメリカ競技大会に向けて、ベルリン・オリンピアシュタディオンをモデルに屋根付きスタジアムの取り付けを行うと発表した。